# الشراع (كوكبة)
الشراع (باللاتينية: Vela) هي كوكبة في السماء الجنوبية. اسمها لاتيني لأشرعة السفينة، وكان في الأصل جزءًا من كوكبة أكبر تسمى السفينة، والتي قُسِّمَتْ لاحقًا إلى ثلاثة أجزاء، والجزآن الآخران هما الجؤجؤ والكوثل. إن ألمع نجم له هو النجم الأزرق الساخن المتعدد سهيل المحلف، حيث يُقدَّر قدره الظاهري 1.8، وأحد مكوناته هو ألمع نجم وُولف-رايت في السماء. يشكل النجمان دلتا [الإنجليزية] وكابا الشراع [الإنجليزية]، جنبًا إلى جنب مع إبسيلون (تدوير السفينة) وإيوتا الجؤجؤ [الإنجليزية] (تُرَيْس)، صورةً نجميةً تُعرف باسم الصليب الزائف (False Cross). دلتا الشراع ذو القدر الظاهري 1.95 هو في الواقع نظام نجمي ثلاثي أو خماسي.